# Émile Stijnen
Émile Stijnen (2 de novembre de 1907 - 27 de març de 1997) fou un futbolista belga.

## Selecció de Bèlgica
Va formar part de l'equip belga a la Copa del Món de 1938.
Fou entrenador a Beerschot VAC.